# Enhypen
Enhypen (en hangul, 엔하이픈; romanización revisada, Enhaipeun), también estilizado como ENHYPEN, es una boy band surcoreana formada por Belift Lab, una empresa subsidiaria de HYBE. El grupo se formó en 2020 mediante el programa I-Land, y está compuesto por siete integrantes: Heeseung, Jay, Jake, Sunghoon, Sunoo, Jungwon y Ni-Ki. Debutó el 30 de noviembre de 2020 con el sencillo «Given-Taken», de su primer EP Border: Day One.

## Nombre
El nombre del grupo, Enhypen, se reveló en la transmisión en vivo del episodio final de I-Land. Este se deriva el símbolo guion (Hyphen en inglés), que genera nuevos conceptos, incluyendo «conexión, descubrimiento y crecimiento». De manera similar a cómo un guion conecta diferentes palabras para conseguir nuevos significados, el objetivo de Enhypen es «unirse para conectarse, descubrir y crecer juntos para crear un nuevo acto».

## Historia

### Predebut:I-Land

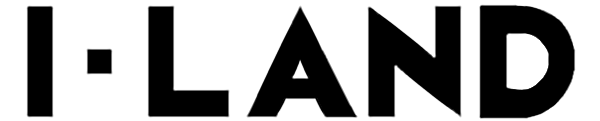
El logo de I-Land.

En marzo de 2019, las agencias surcoreanas de entretenimiento CJ E&M y Hybe Corporation cofundaron Belift Lab, con planes para crear una nueva banda en 2020. Las audiciones iniciaron ese mismo mes en Seúl, Estados Unidos, Taiwán y Japón, entre otros países, para aprendices masculinos nacidos entre 1997 y 2008. El 8 de mayo de 2020, el canal de televisión Mnet anunció que realizaría el programa de competencia I-Land, una empresa conjunta entre Hybe y CJ E&M que «sigue el proceso del nacimiento de la siguiente generación de artistas de K-pop». Enhypen se formó mediante I-Land, que incluyó 23 aprendices, algunos de los cuales fueron reclutados a partir de las audiciones de Belift, mientras que otros se transfirieron de Big Hit Music. El programa se transmitió semanalmente en Mnet desde el 26 de junio hasta el 18 de septiembre y se distribuyó a nivel internacional a través del canal de YouTube de Hybe Labels; se dividió en dos partes, solo doce participantes de la primera ronda pasaron a la segunda. En el episodio final se seleccionó a siete miembros de los nueve concursantes restantes: 6 fueron elegidos por un ranking global y el último fue una elección del productor. La formación del grupo se anunció en la transmisión en vivo del último episodio y consistió en siete integrantes: Heeseung, Jay, Jake, Sunghoon, Sunoo, Jungwon y Ni-Ki.

### 2020–2021: Debut conBorder: Day One,Border: CarnivalyDimension: Dilemma
El 22 de octubre de 2020 se publicó un tráiler titulado «Choose-Chosen» en el canal de Youtube de Enhypen, con el que se anunció que el estreno de la banda sería en el mes de noviembre de ese año. Un segundo avance, llamado «Dusk-Dawn», se lanzó tres días después. El 28 de octubre, Belift Lab informó que el EP debut de Enhypen Border: Day One saldría a la venta el 30 de noviembre. El 4 de noviembre se reveló que las órdenes anticipadas del disco habían superado 150 000 copias en dos días. Previo a su debut, el grupo acumuló una gran cantidad de seguidores en redes sociales; obtuvo más de un millón de seguidores simultáneamente en TikTok, Twitter, YouTube, Instagram y V Live. Hasta el 21 de noviembre, los pedidos del álbum sobrepasaron las 300 000 copias. Finalmente, el EP Border: Day One y el sencillo «Given-Taken» se publicaron el 30 de noviembre de 2020 y el grupo realizó un evento en vivo para promocionarlos. El 4 de diciembre de 2020, Enhypen se presentó por primera vez en el programa Music Bank de KBS, donde interpretó «Given-Taken». El EP debutó en el número dos en la Gaon Album Chart en Corea del Sur, con 318 528 unidades vendidas en un día y con ello se convirtió en el álbum con mayor número de ventas entre los grupos de K-pop que debutaron en 2020. También se ubicó en la segunda posición en la Oricon Albums Chart en Japón. A solo dos semanas de su debut, la banda ganó el premio «Próximo líder» en la ceremonia The Fact Music Awards 2020. En febrero de 2021, Border: Day One recibió la certificación de platino por parte de la Korea Music Content Association (KMCA), la primera del grupo en Corea del Sur.
El 25 de marzo de 2021, Belift Lab anunció que Enhypen realizaría su primer comeback a finales de abril.  Un tráiler titulado «Intro: The Invitation» se publicó el 5 de abril, con el que se anunció que su segundo EP Border: Carnival se lanzaría el 26 del mismo mes. Tres días después se reveló que las órdenes del disco habían superado 370 000 copias y llegaron a más de 450 000 antes de que finalmente saliera al mercado, junto con el sencillo «Drunk-Dazed». El 4 de mayo, el grupo recibió su primer premio de un programa de música en The Show, de la cadena SBS MTV, y en los días siguientes obtuvo reconocimientos en Show Champion y Music Bank. En Japón, Border: Carnival debutó en el primer puesto en la Oricon Albums Chart con más de 83 000 copias vendidas.
El 6 de julio de 2021, Enhypen lanzó su primer álbum sencillo en japonés Border: Hakanai; incluyó una pista original, llamada «Forget Me Not», que se usó como tema de apertura del anime RE-MAIN, junto con las versiones en ese idioma de «Given-Taken» y «Let Me In (20 Cube)». El 29 de julio, el grupo colaboró con la serie animada Tayo the Little Bus, para la que hizo una nueva versión de la canción «Hey Tayo» y lanzó un nuevo tema titulado «Billy Poco».

### 2022:Dimension: Answer,Manifesto: Day 1ySadame
El 25 de agosto Belift Lab confirmó que Enhypen haría un comeback a finales de septiembre; sin embargo, entre el 2 y 5 de septiembre la empresa anunció que Heeseung, Jay, Jake, Sunghoon, Jungwon y Ni-ki habían dado positivo por COVID-19. El 16 de septiembre de 2021, Belift Lab informó que Heeseung, Jay, Jake, Sunghoon, Jungwon y Ni-ki se habían recuperado y confirmó que lanzarían su primer álbum de estudio, Dimension: Dilemma, el 12 de octubre, mediante el tráiler titulado «Intro : Whiteout».
Una semana después se reveló que las órdenes del disco habían superado las 600 000 copias en seis días; hasta el 7 de octubre la cifra ascendió a 910 000. Tras su lanzamiento el 12 de octubre, Hanteo confirmó que se habían comercializado 501 748 copias de Dimension: Dilemma en su primer día en el mercado. El disco también lideró la Oricon Daily Album Chart en Japón por dos días consecutivos.
El 9 de diciembre de 2021, Belift confirmó que Enhypen lanzaría su primer álbum reeditado, Dimension: Answer, el 10 de enero de 2022. En ese mes también se anunció que Enhypen lanzará una canción original en japonés, titulada «Always», como tema de apertura de la serie Muchaburi! I will be the president, de NTV. El sencillo fue publicado el 22 de febrero de 2022.
El 14 de junio, Belift anunció que Enhypen lanzaría su tercer EP Manifesto: Day 1 el 4 de julio.

### 2023–presente:Dark BloodyOrange Blood
Enhypen realizó sus primeros conciertos en el estadio Kyocera Dome en enero de 2023 como parte de la gira Manifesto World Tour. También fue el primer grupo de K-pop en vender todas las entradas de sus tres fechas consecutivas en el Mall of Asia Arena en Filipinas, entre el 3 y 5 de febrero, como parte de la misma gira.

## Miembros
- Heeseung (희승)[2]
- Jay (제이)[2]
- Jake (제이크)[2]
- Sunghoon (성훈)[2]
- Sunoo (선우)[2]
- Jungwon (정원)[2] – Líder[68]
- Ni-Ki (니키)[2]

## Discografía
Álbumes de estudio en coreano
• Dark Blood (2023)
- Dimension: Dilemma (2021)
- Romance: Untold (2024)

Álbumes de estudio en japonés
- Sadame (2022)

## Giras musicales
- Manifesto World Tour (2022–23)
- Fate World Tour (2023–24)
- Walk the Line World Tour (2024–25)

## Filmografía

### Películas
| Año  | Título                  | Medio      | Rol                                        | Notas      | Ref.          |
| ---- | ----------------------- | ---------- | ------------------------------------------ | ---------- | ------------- |
| 2023 | Baby Shark's Big Movie! | Paramount+ | Popular y poderosa banda K-pop de belugas. | Rol de voz | [ 69 ] [ 70 ] |

### Programas en línea
| Año       | Programa     | Cadena                 | Notas                                      | Ref                  |
| --------- | ------------ | ---------------------- | ------------------------------------------ | -------------------- |
| 2020-2021 | Enhypen & Hi | YouTube, Weverse, Mnet | Programa de telerrealidad. Dos temporadas. | [ 71 ] [ 72 ] [ 73 ] |

### Televisión
| Año  | Programa   | Cadena | Notas                                                      | Ref               |
| ---- | ---------- | ------ | ---------------------------------------------------------- | ----------------- |
| 2020 | I-Land     | Mnet   | Programa de CJ ENM y Hybe Corporation de doce episodios.   | [ 1 ] [ 5 ] [ 8 ] |
| 2021 | Playground | JTBC2  | Con TXT; programa de variedades especial de dos episodios. | [ 74 ]            |